# Heaven on My Mind
Heaven On My Mind es una película nigeriana de 2018 dirigida y escrita por Nneka Ojor y Uche Jombo.
Debido al título de la película, antes de su estreno se rumoró que se trataría de una película cristiana, sin embargo Jombo se pronunció al respecto señalando que solo era necesario ver la película para saber que no tenía nada que ver con la religión y que se trataba de una historia común.

## Sinopsis
La película cuenta la historia de un joven llamado Ben Peter que ha tomado el matrimonio como un estilo de vida y una transacción comercial hasta que encuentra a su pareja perfecta.

## Elenco
- Adunni Ade
- Femi Adebayo
- Mercy Aigbe
- Ini Edo
- Ray Emodi
- Jerry ostentoso
- Uche Jombo
- Eric Ogbonna
- Princewill